# 92공식
92공식 또는 1992년 합의(영어: 1992 Consensus, Consensus of 1992) 또는 하나의 중국합의( (「一中各表」, 「一個中國各自表述」, 다른 표현)는 1992년 중국 국민당 정치인인 쑤치가 만든 정치 용어로, 1992년 중국 대륙의 중화인민공화국과 타이완의 반공식 중화민국 대표자 회의 결과를 가리킨다.